# Peliala affinis
Peliala affinis är en fjärilsart som beskrevs av Philipp Christoph Zeller. Peliala affinis ingår i släktet Peliala och familjen nattflyn. Inga underarter finns listade i Catalogue of Life.